# Deutsche Forschungsanstalt für Segelflug
O Deutsche Forschungsanstalt für Segelflug, ou DFS (Instituto Alemão de Pesquisa de Voo Planado) foi um instituto de pesquisa e desenvolvimento fundado em 1927 com o objetivo de centralizar toda a atividade relacionada com o voo de planadores em território alemão. A sua formação deu-se a partir da estatização da "Rhön-Rossitten Gesellschaft" (RRG), em Darmstadt.
O designer mais notável foi Hans Jacobs, responsável por grande partes dos projetos e sucessos do DFS.
O instituto esteve envolvido na produção de planadores de instrução para a Luftwaffe, além de conduzir pesquisas de vanguarda em tecnologias como asas voadoras e foguetes. Entre os produtos de destaque do DFS encontram-se o planador de transporte DFS 230 e o planador DFS 194, que foi a base do projeto que levaria ao Messerschmitt Me 163 “Komet”.

## Histórico
De 1927 até o final da Segunda Guerra Mundial, o DFS desenvolveu vários planadores, interceptores propelidos por foguetes e planadores de carga, incluindo o "DFS Habicht", o primeiro planador adequado para acrobacias. Um dos projetos que permaneceram inacabados até 1945 foi o planador estratosférico projetado pelo pioneiro espacial Eugen Sänger.
O instituto surgiu da Rhön-Rossitten-Gesellschaft (RRG), uma associação de pioneiros de planadores fundada em 1925. A sede do DFS foi inicialmente em Wasserkuppe, em 1933 foi realocada para o campo de aviação de Griesheim, cerca de seis quilômetros a oeste de Darmstadt com sua universidade técnica, por razões de espaço. Lá, o DFS, que tinha 73 funcionários em 1933, foi expandida sob a direção de Walter Georgii em um importante centro de pesquisa para a aviação na Alemanha.
Subdividido em vários institutos, por exemplo de meteorologia, de desenvolvimento de aeronaves sem cauda ou de instrumentos de voo, desenvolveu-se investigação no domínio da aviação civil. Fritz Stamer tornou-se o chefe do "Instituto para Desenvolvimento do Voo". Outro instituto de construção de aeronaves tratava do projeto de planadores; O chefe aqui era Hans Jacobs. Os militares estavam cientes da importância dos resultados de pesquisas obtidas, por exemplo, sobre freios aéreos, reboque de aeronaves e reabastecimento em voo, para a Força Aérea e a sociedade civil. Hanna Reitsch, que trabalhou lá como aviadora e mais tarde conhecida como piloto de teste na Força Aérea, e o piloto de planador recorde de altitude Erich Klöckner também vieram das fileiras do DFS.
Em 1937, a Escola de Engenharia de Aviação "Ingenieurschule für Luftfahrttechnik" (IfL) foi fundada na sede do DFS e administrada como Departamento 12. O instituto liderado por Alexander Lippisch, que se preocupava principalmente com o desenvolvimento de aeronaves sem cauda, mudou-se para a Messerschmitt AG em Augsburg em 2 de janeiro de 1939 e desenvolveu o Messerschmitt Me 163 lá.
Quando a Segunda Guerra Mundial estourou em 1939, o DFS foi realocado primeiro para Braunschweig e, devido à falta de espaço, finalmente para a Base Aérea de Ainring no verão de 1940. Na época, contava com 680 funcionários. O DFS foi dissolvido em 28 de abril de 1945. O IfL continuou a trabalhar em seu último local em Wyk auf Föhr - com a aprovação das forças de ocupação britânicas - até o final do semestre de verão de 1945 e foi finalmente fechado em 17 de agosto de 1945.

## Lista dos principais projetos do DFS
- DFS 6: planador alvo (apenas protótipos), 1936
- DFS 12: ver Argus As 292 1937
- DFS 39: aeronave de pesquisa sem cauda projetada por Lippisch
- DFS 40: aeronave de pesquisa sem cauda projetada por Lippisch
- DFS 193: aeronave experimental
- DFS 194: aeronave de pesquisa movida a foguete, precursora do Me 163
- DFS 228: aeronave de reconhecimento com foguete de ALTA ALTITUDE (apenas protótipo)
- DFS 230: planador de transporte (1600 produzidos)
- DFS 331: planador de transporte (protótipo)
- DFS 332 e DFS 346: aeronave de pesquisa supersônica
- Stamer-Lippisch Zögling 1: treinador básico
- DFS Hangwind: ("Elevação Máxima"), treinador básico (leme duplo)
- DFS Professor: planador de alto desempenho
- DFS E 32: planador
- Einheitsschulflugzeug: ("Treinador de oo Padrão"), planador, treinador de voo básico (cauda dobrável)
- DFS Fliege IIa: ("Voar"), planador
- DFS Jacht 71: planador anfíbio
- DFS Condor: planador de alto desempenho
- DFS Rhönadler: (Águia do Rhön), planador de alto desempenho
- DFS Stanavo: planador de alto desempenho
- DFS Weihe: planador de alto desempenho
- DFS Zögling 33: planador de treinamento básico
- DFS Hol's der Teufel: planador de treinamento
- DFS Moazag'otl: planador de alto desempenho
- DFS Rhönbussard: planador
- DFS São Paulo: planador de alto desempenho
- DFS Präsident: ("Presidente"), planador de alto desempenho
- DFS Rhönsperber: planador de alto desempenho
- DFS Zögling 35: versão atualizada do treinador básico Zögling
- DFS Habicht: planador acrobático
- DFS Kranich: ("Guindaste"), planador de dois lugares
- Schulgleiter 38: planador de treinamento básico
- DFS B6: planador de alto desempenho
- DFS Ha III: planador de alto desempenho
- DFS Reiher: planador de alto desempenho
- DFS Olympia Meise: planador de alto desempenho
- DFS Seeadler: ("águia do mar"), planador
- DFS Rammer: projeto de avião de impacto aéreo movido por um motor de foguete sólido
- DFS Eber: projeto de caça de oportunista

## Legado do DFS
O "Deutsches Zentrum für Luft- und Raumfahrt" (DLR), o "Centro Aeroespacial Alemão" moderno, ainda faz pesquisas sobre voo planado, como o DFS fazia. Um exemplo disso é seu planador de alto desempenho "Glaser-Dirks DG-300 Elan" de 17 metros de envergadura ampliada, usado para definir e medir com precisão parâmetros de desempenho e dados comparativos de planadores.